# Арима, Акито
Акито Арима (яп. 有馬 朗人, англ. Akito Arima; 13 сентября 1930, Осака — 7 декабря 2020) — японский физик-теоретик и политик.

## Биография
Родился в Осаке, учился в частной средней школе для одарённых детей в Токио. Окончил Токийский университет, где в 1956 году начал работать в Институте ядерных исследований и через два года защитил докторскую диссертацию. В 1975 году получил должность профессора, а в 1989—1993 годах занимал пост президента университета. В 1991 году, основываясь на своём опыте работы в американских университетах в качестве приглашённого исследователя, подверг критике правительственную политику в отношении государственных университетов и науки в целом, что было необычно для Японии того времени. Необычным было и приглашение им иностранных специалистов в качестве членов комиссии по изучению условий на физическом факультете.
В 1993—1998 годах был президентом института RIKEN, одновременно продолжал лоббировать в правительстве идею существенного повышения финансирования науки в рамках пятилетних планов. Этот подход был воплощён в законе о науке и технологиях, принятом в конце 1995 года. В 1998 году был избран членом Палаты советников Императора Японии, в 1998—1999 годах занимал пост министра образования в кабинете Кэйдзо Обути. Продвигал реформу университетов, включая увеличение их независимости от государства, усиление программ обучения в аспирантуре и рост поддержки научных исследований со стороны бизнеса. Пропагандировал международное сотрудничество, участвовал в организации первого в Японии международного университета с преподаванием на английском языке — Института науки и технологий Окинавы.
Автор научных работ по ядерной физике. В 1974 году совместно с итальянским коллегой Франческо Иакелло предложил для описания структуры атомного ядра модель взаимодействующих бозонов. Согласно этой модели, каждая пара нуклонов в ядре рассматривается как одна частица-бозон, что позволило существенно упростить расчёты в рамках теории оболочечного строения ядра.
Писал хайку, опубликовал несколько сборников поэзии.

## Награды и членства
- Мемориальная премия Нишины[англ.] (1978)
- Премия Гумбольдта (1987)
- Медаль Джона Принса Уэзерилла[англ.] (1990)
- Большой крест ордена «За заслуги перед Федеративной Республикой Германия» (1990)
- Премия Тома Боннера (1993)
- Премия Японской академии наук (1993)
- Великий офицер ордена Почётного легиона (1998)
- Иностранный член Американской академии искусств и наук (1999)
- Член-корреспондент Хорватской академии наук и искусств (2004)[1]
- Почётный рыцарь-командор ордена Британской империи (2002)
- Личность с особыми заслугами перед культурой[англ.] (2004)
- Орден Восходящего солнца 1-го класса (2004)
- Орден Культуры (2010)
- Почётный профессор Университета Глазго и Научно-технического университета Китая
- Почётный доктор Университета Дрекселя, Университета штата Нью-Йорк в Стоуни-Брук, Гронингенского университета и Бирмингемского университета

## Избранные публикации
- Arima A., Harvey M., Shimizu K. Pseudo LS coupling and pseudo SU3 coupling schemes // Physics Letters B. — 1969. — Vol. 30. — P. 517-522. — doi:10.1016/0370-2693(69)90443-2.
- Arima A., Iachello F. Collective Nuclear States as Representations of a SU(6) Group // Physical Review Letters. — 1975. — Vol. 35. — P. 1069-1072. — doi:10.1103/PhysRevLett.35.1069.
- Arima A., Iachello F. Interacting boson model of collective states I. The vibrational limit // Annals of Physics. — 1976. — Vol. 99. — P. 253-317. — doi:10.1016/0003-4916(76)90097-X.
- Arima A., Ohtsuka T., Iachello F., Talmi I. Collective nuclear states as symmetric couplings of proton and neutron excitations // Physics Letters B. — 1977. — Vol. 66. — P. 205-208. — doi:10.1016/0370-2693(77)90860-7.
- Arima A., Iachello F. Interacting boson model of collective states II. The rotational limit // Annals of Physics. — 1978. — Vol. 111. — P. 201-238. — doi:10.1016/0003-4916(78)90228-2.
- Scholten O., Iachello F., Arima A. Interacting boson model of collective states III. The transition from SU(5) to SU(3) // Annals of Physics. — 1978. — Vol. 115. — P. 325-366. — doi:10.1016/0003-4916(78)90159-8.
- Otsuka T., Arima A., Iachello F. Nuclear shell model and interacting bosons // Nuclear Physics A. — 1978. — Vol. 309. — P. 1-33. — doi:10.1016/0375-9474(78)90532-8.
- Otsuka T., Arima A., Iachello F., Talmi I. Shell model description of interacting bosons // Physics Letters B. — 1978. — Vol. 76. — P. 139-143. — doi:10.1016/0370-2693(78)90260-5.
- Arima A., Iachello F. Interacting boson model of collective states IV. The O(6) limit // Annals of Physics. — 1979. — Vol. 123. — P. 468-492. — doi:10.1016/0003-4916(79)90347-6.
- Iachello F., Arima A. The Interacting Boson Model. — Cambridge University Press, 1987.
- Meng J., Sugawara-Tanabe K., Yamaji S., Ring P., Arima A. Pseudospin symmetry in relativistic mean field theory // Physical Review C. — 1998. — Vol. 58. — P. R628-R631. — doi:10.1103/PhysRevC.58.R628.